# قنبلة القيصر
قنبلة إيفان الكبير ((الروسية: Царь-бомба، رومنة: Tsar'-bomba، ‎ru‏); الاسم الحركي: Ivan كما أسماها الروس والمعروفة بقنبلة القيصر في الغرب، هي قنبلة هيدروجينية ذات ثلاث مراحل، يتم تفجير قنبلة نووية عادية في المرحلة الأولى لتوليد الحرارة العالية (ملايين الدرجات) التي تتطلبها عملية تحفيز الاندماج النووي لنظائر الهيدروجين في المرحلتين التاليتين والتي تؤدي إلى توليد قوة تدميرية هائلة تقاس بالميغاطن (1 ميغا طن = مليون طن من مادة تي إن تي شديدة الانفجار) وكذلك إلى انبعاث كميات كبيرة جدا من الغبار الذري الذي تكون له تأثيرات ضارة على البيئة والصحة العامة، لذلك ولغرض التخفيف من هذه الانبعاثات الضارة فقد قام العلماء السوفيت بتخفيض قوة القنبلة من 100 ميغاطن إلى 57 ميغاطن، كما قاموا بوضع نظائر الرصاص بدل اليورانيوم 235 في المرحلة الثانية وذلك من اجل تقليل كميات الغبار الذري المنبعث عن الانفجار وقد نجحوا في مرادهم ذلك بنسبة 97% حيث ان قنبلة القيصر، رغم قوتها التدميرية الهائلة، توصف بأنها واحدة من أنظف القنابل النووية.

## التحضير

توضيح المقارنة لمجموعة مختارة من الأسلحة النووية، بما فيهم القنبلة القيصر. آثار الانفجار الكامل تمديد عدة مرات خارج كعبرة نارية من أنفسهم. الأرقام تشير إلى قوة الانفجار ونصف قطرها الناتجة من الكرة

تعد قنبلة القيصر أكبر القنابل النووية من حيث الوزن وقوة التدمير في التاريخ، إذ بلغ وزنها 27 طن وكانت بطول 8 أمتار وقطر مترين، وقد تقرر ان تقوم بحملها قاذفة القنابل الاستراتيجية توبوليف Tu-95V التي كان وزن القنبلة يعادل الحد الأقصى لحمولتها ومرتين ونصف ضعف وزن حمولتها العادية، كما ان حجم القنبلة كان أكبر من الحجم الذي تستطيع القاذفة استيعابه داخلها، لذلك قاموا برفع بوابة إلقاء القنابل وعلقوا القنبلة إلى الهيكل مباشرة ولكن مع هذا بقى جزء كبير منها خارج الطائرة، وزُوِّدَت القنبلة بمظلة تزن حوالي 800 كجم وذلك لكي تقلل من سرعة هبوطها لإتاحة الوقت للطائرة القاذفة للابتعاد مسافة 45 كيلومتر عن نقطة الصفر لوقايتها من التأثيرات المدمرة للانفجار.

## اهداف البرنامج
في منتصف الخمسينيات من القرن الماضي، كان لدى الولايات المتحدة تفوق غير مشروط على الاتحاد السوفياتي في الأسلحة النووية، على الرغم من أن الرسوم النووية الحرارية قد تم إنشاؤها بالفعل في الاتحاد السوفياتي في ذلك الوقت. كما لم تكن هناك وسائل فعالة لإيصال الرؤوس الحربية النووية إلى الولايات المتحدة، سواء في الخمسينيات أو في عام 1961. وبالتالي، لم يكن الاتحاد السوفياتي قادرًا على حشد ضربة نووية انتقامية واقعية محتملة ضد الولايات المتحدة.
ونظرًا للعيب الاستراتيجي الفعلي للاتحاد السوفييتي فيما يتعلق بممتلكات أمريكا من الأسلحة النووية، فقد استجابت السياسة الخارجية والاعتبارات الدعائية خلال قيادات جورجي مالينكوف ونيكيتا خروتشوف لضرورة الابتزاز النووي الأمريكي. كان إنشاء قنبلة القيصر بمثابة خدعة من أجل الحفاظ على مفهوم الردع النووي.
في 23 يونيو 1960 صدر قرار مجلس وزراء الاتحاد السوفيتي بشأن إنشاء صاروخ باليستي فائق الثقل N-1 (مؤشر GRAU - 11A52) برأس حربي يزن 75 طن متري (83 طن صغير). لإجراء تقييم مقارن، كان وزن الرأس الحربي الذي تم اختباره في عام 1964 بواسطة الصاروخ الباليستي العابر للقارات UR-500 يبلغ 14 طنًا (15 طنًا قصيرًا).
يتطلب تطوير تصميمات جديدة للذخيرة النووية والحرارية إجراء اختبارات. ويجب التأكد من قابلية تشغيل الجهاز وسلامته في حالات الطوارئ وإطلاق الطاقة المحسوب أثناء الانفجار.

## اسم القنبلة
عُرفت القنبلة رسميًا باسم "المنتج 602" أو "изделие 602"، وتحمل الاسم الرمزي "إيفان". يمكن أن يكون استخدام أسماء مختلفة مصدر للارتباك. نظرًا لأن قنبلة القيصر هي تعديل لـنموذج RN202، يتم في بعض الاحيان تصنيفها عن طريق الخطأ على أنها RDS-37 أو RDS-202 أو PH202 (المنتج 202). تمت الإشارة إليه أيضًا باسم RDS-220 في عدد من المنشورات الغربية الحديثة نسبيًا.
بشكل غير رسمي، أصبحت القنبلة تُعرف فيما بعد باسم "قنبلة القيصر" و"والدة كوزما" (Кузькина мать، Kuz'kina mat'). يأتي اسم القيصر بومبا (الذي يُترجم بشكل فضفاض على أنه إمبراطور القنابل) من إشارة إلى قطعتين أثريتين روسيتين أخريين، مدفع القيصر وجرس القيصر، وكلاهما تم إنشاؤهما كتحفتين ولكن حجمهما الكبير جعلهما غير عمليين للاستخدام الفعلي. ويبدو أن اسم قنبلة القيصر لم يستخدم للإشارة إلى السلاح قبل تسعينيات القرن الماضي. اسم "والدة كوزكا" مستوحى من تصريح خروتشوف لنائب الرئيس الأمريكي آنذاك ريتشارد نيكسون: "لدينا أموال تحت تصرفنا والتي ستكون لها عواقب وخيمة عليك. سوف نظهر لك والدة كوزكا!"
قامت وكالة المخابرات المركزية بتسمية الاختبار بـ "JOE 111"، وذلك باستخدام نظام العد "JOE" الذي بدأ مع RDS-1 في عام 1949.

## التطوير

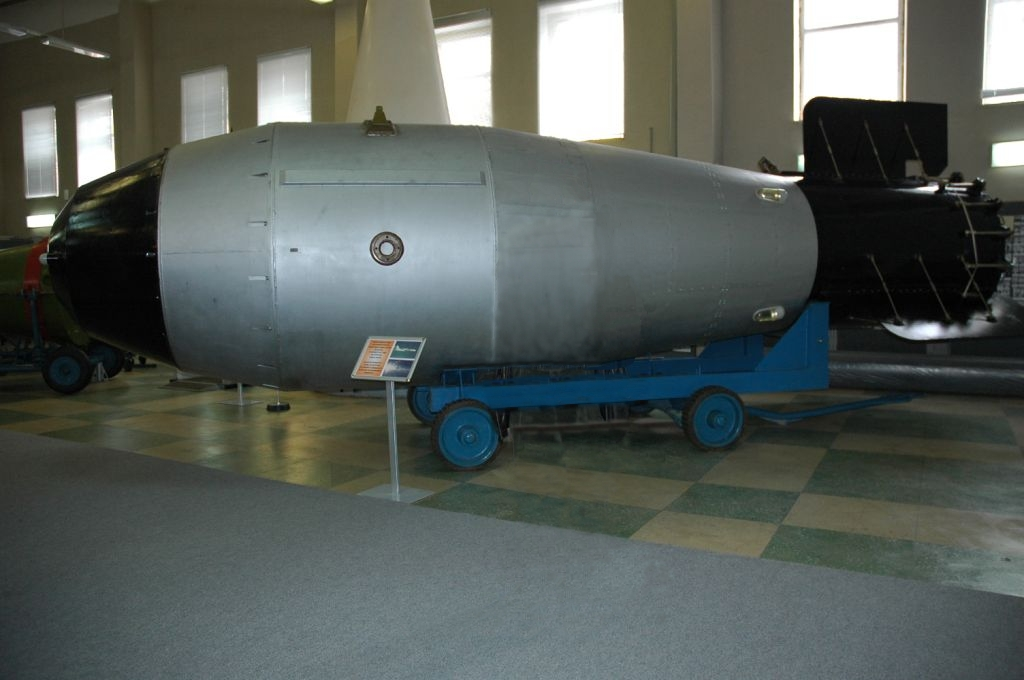
غلاف من نوع قنبلة القيصر معروض في متحف ساروف للقنبلة الذرية، ساروف

بدأ تطوير قنبلة فائقة القوة في عام 1956 وتم تنفيذه على مرحلتين. في المرحلة الأولى، من عام 1956 إلى عام 1958، كان "المنتج 202"، الذي تم تطويره في معهد روسيا للبحث العلمي للفيزياء التقنية [الإنجليزية]، الذي تم إنشاؤه مؤخر (في ذلك الوقت)، واصبح الاسم الحديث لـه هو "المركز النووي الفيدرالي الروسي أو معهد عموم روسيا للبحث العلمي في الفيزياء التقنية" (RFNC-VNIITF). وفقًا للتاريخ الرسمي للمعهد، تم التوقيع على أمر إنشاء معهد أبحاث في نظام وزارة بناء الآلات المتوسطة [الإنجليزية] في 5 أبريل 1955؛ بدأ العمل في المعهد بعد ذلك بقليل.
المرحلة الثانية من التطوير كانت من عام 1960 إلى الاختبار الناجح في عام 1961، أُطلق على القنبلة اسم "البند 602" وتم تطويرها في KB-11 (VNIIEF)، وكان في. بي. أدامسكي يطور، وإلى جانبه المخطط المادي تم تطويره بواسطة أندريه ساخاروف، يو. ن. باباييف، يو. ن. سميرنوف، يو. أ. تروتنيف.

## الإطلاق
في صباح يوم 30 أكتوبر 1961 حلقت القاذفة السوفيتية توبولوف Tu-95V حاملة معها قنبلة القيصر ورافقتها طائرة أخرى من نوع Tu-16 وذلك من أجل مراقبة وتصوير عملية التفجير، وقد طليت كلتا الطائرتين بطلاء أبيض خاص لحمايتهما من الحرارة والإشعاعات المتولدة من الانفجار، وفي الساعة 11:30 تم إلقاء قنبلة القيصر من على ارتفاع 10500 متر فوق منطقة الاختبار وهي جزيرة (نوفايا زيمليا) في المحيط المتجمد الشمالي، وما ان انطلقت القنبلة حتى فتحت المظلة الموصولة إليها والتي رافقتها لمدة 188 ثانية حتى وصولها إلى ارتفاع 4000 متر عن سطح الأرض، وهي النقطة التي تقرر تفجير القنبلة فيها، وفي هذه الأثناء كانت الطائرتين المنفذتين لعملية الإلقاء تنطلقان بأقصى سرعة للابتعاد قدر الإمكان عن مكان الانفجار.
نتائج هذه التجربة المخيفة صعقت العالم كله حيث وصل الارتفاع الأقصى للسحابة الناتجة عن الانفجار 64 كلم وبلغ عرضها 40 كلم وكان قطر كرة النار الناتجة عن الانفجار 4.6 كلم وطافت الموجات الناتجة عن الانفجار حول الكرة الأرضية بأكملها 3 مرات! وذاب ثلث سطح الأرض تحت منطقة الانفجار حيث تحولت الصخور في مركز الانفجار إلى رماد وتحولت بقية الأرض إلى سطح من الزجاج. في هذا الوقت كانت أقوى قنبلة أمريكية على الإطلاق أصغر من هذه القنبلة بـ 4 مرات على الأقل.

## تطوير طائرة القنبلة
كان التصميم الأولي المكون من ثلاث مراحل لقنبلة القيصر قادرًا على إنتاج ما يقرب من 100 مليون طن من خلال الانشطار السريع (3000 ضعف قوة قنبلتي هيروشيما وناغازاكي)؛ وكان يُعتقد أن هذا كان سيؤدي إلى الكثير من التداعيات النووية. ولم يكن لدى الطائرة التي سلمت القنبلة الوقت الكافي للهروب من الانفجار. للحد من كمية مضاعفات الانفجار، كانت المرحلة الثالثة وربما المرحلة الثانية تحتوي على مكبس عاكس للرصاص بدلاً من مكبس اندماج اليورانيوم 238 (مما يؤدي إلى تضخيم تفاعل الاندماج النووي بشكل كبير عن طريق انشطار ذرات اليورانيوم مع النيوترونات السريعة من تفاعل الاندماج). أدى هذا إلى القضاء على الانشطار السريع بواسطة النيوترونات في مرحلة الاندماج بحيث كان ما يقرب من 97٪ من إجمالي الناتج عن الاندماج النووي الحراري وحده (على هذا النحو، كانت واحدة من "أنظف" القنابل النووية التي تم إنشاؤها على الإطلاق، وتولد كمية منخفضة جدًا من الغبار المتساقط مقارنة بـالناتج). كان هناك حافز قوي لهذا التعديل، حيث أن معظم التداعيات الناجمة عن اختبار القنبلة ربما سقطت على الأراضي السوفيتية المأهولة بالسكان.
بدأت الدراسات الأولى حول "موضوع 242 Topic 242" فورًا بعد تحدث إيجور كورشاتوف مع أندريه توبوليف (الذي عقد في أواخر عام 1954). قام توبوليف بتعيين نائبه لأنظمة الأسلحة، ألكسندر ناداشكيفيتش، كرئيس لمشروع "موضوع 242". أشار التحليل اللاحق إلى أنه من أجل حمل مثل هذا الحمولة الثقيلة والمركّزة، احتاجت قاذفة القنابل Tu-95 التي ستحمل قنبلة القيصر إلى إعادة تصميم محركاتها وحجرة القنابل وآليات التعليق والإطلاق على نطاق واسع. تم إقرار رسومات الأبعاد والوزن الخاصة بقنبلة القيصر في النصف الأول من عام 1955، بالإضافة إلى رسم تخطيط موضعها. يمثل وزن القنبلة 15% من وزن حاملة الطائرات Tu-95 كما كان متوقعًا.
بما يخص الطائرة الناقلة للقنبلة، وبغض النظر عن إزالة خزانات الوقود وأبواب حجرة القنابل، تم استبدال حامل القنبلة BD-206 بحاملة جديد أثقل من نوع BD7-95-242 (أو BD-242) متصل مباشرة بالحزم الحاملة للوزن. كما تم حل مشكلة كيفية إطلاق القنبلة. سيطلق حامل القنبلة جميع أقفاله الثلاثة بطريقة متزامنة عبر آليات كهربائية أوتوماتيكية كما هو مطلوب بموجب بروتوكولات السلامة.
صدر قرار مشترك للجنة المركزية للحزب الشيوعي السوفييتي ومجلس الوزراء (رقم 357-28ss) في 17 مارس 1956، والذي نص على أن تبدأ طائرة OKB-156 في تحويل قاذفة القنابل Tu-95 إلى حاملة قنابل نووية عالية الإنتاجية. تم تنفيذ هذه الأعمال في معهد جروموف لأبحاث الطيران بين مايو إلى سبتمبر 1956. وتم قبول القاذفة المحولة، المسماة Tu-95V، للخدمة وتم تسليمها لاختبارات الطيران، بما في ذلك إطلاق نموذج بالحجم الطبيعي "القنبلة الفائقة". "، تم إجراؤها تحت قيادة العقيد س. م. كوليكوف حتى عام 1959، ومرت دون أي مشاكل كبيرة.

على الرغم من إنشاء الطائرة الحاملة للقنابل Tu-95V، تم تأجيل اختبار القنبلة لأسباب سياسية: على وجه التحديد، زيارة خروتشوف للولايات المتحدة وتوقف الحرب الباردة. تم نقل الطائرة Tu-95V خلال هذه الفترة إلى قاعدة اوزين الجوية (تقع في أوكرانيا اليوم)، وتم استخدامها كطائرة تدريب؛ ولذلك، لم تعد مدرجة كطائرة مقاتلة. ومع بداية جولة جديدة من الحرب الباردة في عام 1961، تم استئناف الاختبار. تم استبدال جميع الموصلات في آلية التحرير الأوتوماتيكية للطائرة Tu-95V، وإزالة أبواب حجرة القنابل وتغطية الطائرة نفسها بطلاء أبيض خاص عاكس يسمى Anti-flash white. في أواخر عام 1961 تم تعديل الطائرة لاختبار قنبلة القيصر في مصنع الطائرات كويبيشيف.

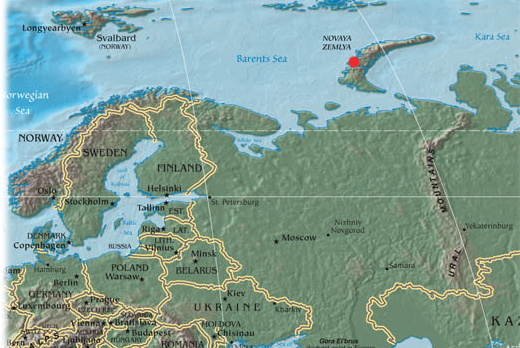
Site of the detonation on نوفايا زيمليا

## ردود الفعل
يعد اجراء الاختبار مباشرة أدان العديد من السياسيين الأمريكيين الاتحاد السوفيتي. رأى رئيس وزراء السويد تاج إيرلاندر في الانفجار رد من السوفييت على نداء شخصي أرسله للزعيم السوفيتي في الأسبوع السابق للانفجار لوقف التجارب النووية. كما أصدرت وزارة الخارجية البريطانية ورئيس وزراء النرويج إينار جيرهاردسن ورئيس وزراء الدنمارك فيجو كامبمان وآخرون بيانات تدين الانفجار. ذكرت محطات الإذاعة السوفيتية والصينية الاختبار النووي الأمريكي تحت الأرض لقنبلة أصغر بكثير (ربما اختبار مينك) الذي تم إجراؤه في اليوم السابق دون ذكر اختبار قنبلة القيصر.

## تداعيات ما بعد تجربة القنبلة
كان لإنشاء واختبار قنبلة خارقة أهمية سياسية كبيرة حيث أظهر الاتحاد السوفييتي قدرته على إنشاء ترسانة نووية ذات قوة عظمى (في ذلك الوقت، كانت أقوى شحنة نووية حرارية اختبرتها الولايات المتحدة هي 15 مليون طن، أو قلعة برافو). بعد تجربة قنبلة القيصر، لم تقم الولايات المتحدة بزيادة قوة تجاربها النووية الحرارية، وفي عام 1963 في موسكو، تم التوقيع على معاهدة حظر تجارب الأسلحة النووية في الغلاف الجوي والفضاء الخارجي وتحت الماء.
كانت النتيجة العلمية للاختبار هي التحقق التجريبي لمبادئ حساب وتصميم الشحنات النووية الحرارية متعددة المراحل. لقد ثبت تجريبيا أنه لا يوجد قيود أساسية على زيادة قوة الشحنة النووية الحرارية. ومع ذلك، في وقت مبكر من 30 أكتوبر 1949، قبل ثلاث سنوات من اختبار آيفي مايك الذي استخدم تصميم تيلر-أولام، في ملحق التقرير الرسمي للجنة الاستشارية العامة لهيئة الطاقة الذرية الأمريكية، قال الفيزيائيون النوويون إنريكو فيرمي ولاحظ أيزيدور إسحق رابي أن الأسلحة النووية الحرارية لها "قوة تدميرية غير محدودة".
في عينة القنبلة التي تم اختبارها، لرفع قوة الانفجار بمقدار 50 مليون طن أخرى، كان يكفي استبدال غلاف الرصاص باليورانيوم 238، كما كان متوقعًا عادةً. كان الدافع وراء استبدال مادة الكسوة وانخفاض قوة الانفجار هو الرغبة في تقليل كمية التساقط الإشعاعي إلى مستوى مقبول، وليس الرغبة في تقليل وزن القنبلة، كما يعتقد أحيانًا.. لقد انخفض وزن قنبلة القيصر من هذا، ولكن بشكل طفيف. كان من المفترض أن تزن كسوة اليورانيوم حوالي 2,800 كـغ (6,200 رطل)، وأن غلاف الرصاص بنفس الحجم - بناءً على كثافة الرصاص المنخفضة - يبلغ حوالي 1,700 كـغ (3,700 رطل). إن التخفيف الناتج الذي يزيد قليلاً عن طن واحد يمكن ملاحظته بشكل ضعيف حيث تبلغ الكتلة الإجمالية لقنبلة القيصر 24 طنًا على الأقل ولم تؤثر على الوضع مع نقلها.[بحاجة لمصدر]
يعد الانفجار من أنظف الانفجارات في تاريخ التجارب النووية الجوية لكل وحدة طاقة. كانت المرحلة الأولى من القنبلة عبارة عن شحنة يورانيوم بسعة 1.5 مليون طن، والتي قدمت في حد ذاتها كمية كبيرة من التساقط الإشعاعي؛ ومع ذلك، يمكن الافتراض أن قنبلة القيصر كانت نظيفة نسبيًا - أكثر من 97% من قوة الانفجار تم توفيرها عن طريق تفاعل الاندماج النووي الحراري، والذي لا يخلق كمية كبيرة من التلوث الإشعاعي.
وكانت النتيجة البعيدة هي زيادة النشاط الإشعاعي المتراكم في الأنهار الجليدية في نوفايا زيمليا. وفقًا لبعثة عام 2015، وبسبب التجارب النووية، فإن الأنهار الجليدية في نوفايا زيمليا أكثر إشعاعًا بنسبة 65-130 مرة من الخلفية في المناطق المجاورة، بما في ذلك التلوث من اختبارات قنبلة القيصر.
كان أندريه ساخاروف ضد الانتشار النووي، ولعب دورًا رئيسيًا في التوقيع على معاهدة الحظر الجزئي للتجارب النووية عام 1963. أصبح ساخاروف مدافعًا عن الحريات المدنية والإصلاحات في الاتحاد السوفيتي. في عام 1973 رُشِّحَ لجائزة نوبل للسلام عام 1974 حصل على جائزة سينو ديل دوكا العالمية. حصل على جائزة نوبل للسلام عام 1975، رغم أنه لم يسمح له بمغادرة الاتحاد السوفييتي لتسلمها. قرأت زوجته يلينا بونر كلمته في حفل القبول.[بحاجة لمصدر]

## التطبيق العملي

### السينما
- تم عرض لقطات من فيلم وثائقي سوفيتي عن القنبلة في Trinity and Beyond: The Atomic Bomb Movie (Visual Concept Entertainment، 1995)، حيث يشار إليها باسم القنبلة الوحشية الروسية.[29] يذكر الفيديو أن مشروع قنبلة قيصر خرق الوقف الطوعي للتجارب النووية. في الواقع، استأنف السوفييت اختباراتهم وكسروا الوقف الطوعي الأحادي الجانب قبل ثلاثين يومًا من قنبلة القيصر، حيث قاموا بإجراء التجارب 45 مرة في ذلك الشهر. وبما أن الوقف كان من جانب واحد، لم تكن هناك أي عقبة قانونية متعددة الأطراف. فقد أعلنت الولايات المتحدة وقف اختياري أحادي الجانب للتجارب النووية لمدة عام واحد، ومع انتهاء ذلك العام، أعلنت الولايات المتحدة بالفعل أنها تعتبر نفسها حرة في استئناف التجارب دون إشعار آخر. وفي وقت لاحق، ذُكر أن الولايات المتحدة لم تستأنف الاختبار في وقت اختبار قنبلة القيصر.[30] كان هذا الإعلان خاطئًا، حيث أجرت الولايات المتحدة في الواقع خمس تجارب في إطار عملية الحلوى البيضاء بين انتهاء الاتحاد السوفييتي للوقف الاختياري في الأول من أكتوبر واختبار قنبلة القيصر في 30 أكتوبر.
- "أكبر قنبلة في العالم"، حلقة عام 2011 من السلسلة الوثائقية PBS أسرار الموتى من إنتاج Blink Films & WNET، تؤرخ الأحداث التي أدت إلى تجارب تفجيرات قلعة برافو وقنبلة قيصر.
- بمناسبة الاحتفال بمرور 75 عامًا على الصناعة النووية، أصدرت روس اتوم مقطع فيديو وثائقيًا باللغة الروسية تم رفع السرية عنه لاختبار قنبلة القيصر على موقع يوتيوب في أغسطس 2020.[31]

## روابط خارجية
- قنبلة القيصر.. كيف بنى السوفيات أقوى سلاح نووي في التاريخ - وثائقي